# شهرستان همپستد (آرکانزاس)
شهرستان همپستید، آرکانزاس (به انگلیسی: Hempstead County, Arkansas) شهرستانی در ایالات متحده آمریکا است که در آرکانزاس واقع شده‌است.

## خصوصیات
شهرستان همپستید ۱٬۹۱۹٫۱۹ کیلومترمربع مساحت دارد.